# Natchnienie (film)
Natchnienie (ang. Inspiration) – amerykański dramat filmowy z 1931 roku w reżyserii Clarence’a Browna.
Fabuła filmu została oparta na powieści Sappho francuskiego pisarza Alphonse’a Daudeta. Film nie cieszył się uznaniem krytyki, choć rola Grety Garbo została oceniona pozytywnie.

## Obsada
- Greta Garbo – Yvonne Valbret
- Robert Montgomery – Andre Montell
- Lewis Stone – Raymond Delval
- Marjorie Rambeau – Lulu
- Judith Vosselli - Odette
- Beryl Mercer – Marthe, pokojówka Yvonne
- John Miljan – Henry Coutant, rzeźbiarz
- Edwin Maxwell – wujek Julian Montell
- Oscar Apfel - M. Vignaud
- Joan Marsh – Madeleine Dorety
- Zelda Sears – ciotka Pauline
- Karen Morley – Liane Latour
- Gwen Lee - Gaby
- Paul McAllister - Jouvet
- Arthur Hoyt – Gavarni
- Richard Tucker – Galand